# 烏克蘭卡 (博布羅維察市鎮)
50°38′27″N 31°45′15″E / 50.64083°N 31.75417°E
烏克蘭卡（烏克蘭語：Українка），是烏克蘭北部的村莊，隸屬切爾尼希夫州的尼任區。該村始建於1924年，面積0.44平方公里，海拔高度131米，2006年人口38，人口密度每平方公里87.4人。